# 1010 км (зупинний пункт)
1010 кілометр — пасажирський залізничний зупинний пункт Луганської дирекції Донецької залізниці.
Розташований біля села Березівське, Попаснянський район, Луганської області на лінії Дебальцеве — Попасна між станціями Мар'ївка (4 км) та Голубівка (1 км).
Через військову агресію Росії на сході Україні транспортне сполучення припинене.